# NGC 6686
NGC 6686 ist eine kompakte Galaxie vom Hubble-Typ C im Sternbild Leier am Nordsternhimmel. Sie ist schätzungsweise 325 Millionen Lichtjahre von der Milchstraße entfernt.
Das Objekt wurde am 29. Mai 1887 von Edward D. Swift entdeckt.